# Gogolplex
Pour l’article homonyme, voir Googleplex pour le siège de Google.
Le gogolplex est un nombre défini comme le nombre 10 élevé à la puissance gogol, soit le chiffre 1 suivi d'un gogol de zéros. Hors d'atteinte des représentations mentales humaines, il est impossible, dans le système décimal, d'écrire ce nombre sur du papier car il contient plus de chiffres qu'il n'y a d'atomes dans l'Univers observable (de l'ordre de 1080). L'inverse du gogolplex, nombre positif extrêmement petit, est le gogolminex.

## Notations
Un gogolplex peut être noté:
 {\displaystyle {10}^{\rm {gogol}}}, 
{\displaystyle 10^{\scriptscriptstyle 10\,000\,000\,000\,000\,000\,000\,000\,000\,000\,000\,000\,000\,000\,000\,000\,000\,000\,000\,000\,000\,000\,000\,000\,000\,000\,000\,000\,000\,000\,000\,000\,000\,000}}.

## Utilité
Ce nombre montre comment on peut atteindre de grands nombres quand on a recours aux puissances itérées. D'ailleurs, le nombre {\displaystyle 9^{9^{9^{9^{9^{9}}}}}}, ou {\displaystyle 9\uparrow \uparrow 6} suivant la notation des puissances itérées de Knuth, est bien plus grand encore.
Ce nombre n'est qu'une curiosité ayant reçu un nom. Il n'est pas un nombre remarquable pour ses propriétés mathématiques, ni un nombre ayant une signification dans une branche de la science. D'ailleurs, dans ces domaines, il existe des nombres remarquables encore plus grands.
Dans les démonstrations mathématiques, le nombre de Graham et la borne supérieure du deuxième nombre de Skewes sont très supérieurs.
En physique, la théorie d'Everett a amené à envisager l'existence d'un nombre formidablement grand également d'univers parallèles. Une étude a amené à avancer un nombre maximum d'univers de {\displaystyle 10^{10^{10000000}}}, autrement dit {\displaystyle gogolplex^{10^{9999900}}}.
Ce nombre a donné son nom :
- au Googleplex, le siège de l'entreprise Google, qui tire déjà son nom du gogol. L'histoire généralement présentée est que le nom « googolplex » a été rejeté par l'entreprise car jugé trop compliqué ;
- au Googolplex Star Thinker in the Seventh Galaxy of Light, un ordinateur très puissant dans Le Guide du voyageur galactique de Douglas Adams ;
- au Springfield Googolplex Theatres tiré de la série animée Les Simpson.